# Etilanfetamina
A  etilanfetamina (nomes comerciais: Apetinil e Adipartrol; também conhecida como N-etilanfetamina) é uma droga estimulante das classes das anfetaminas e fenetilaminas substituídas. Foi sintetizada no início do século 20 e, a partir da década de 1950, começou a ser usada como anorexígeno e supressor do apetite, mas seu uso não era tão disseminado quanto outras anfetaminas, como a anfetamina, metanfetamina e benzofetamina, e foi amplamente descontinuada com a introdução de drogas mais recentes, como a femetrazina. Parece agir principalmente como um agente de liberação de dopamina. Sua atividade como agente liberador de norepinefrina ou serotonina não é totalmente conhecida.

## Química
A estrutura molecular da etilanfetamina é análoga à da metanfetamina, com um grupo etil no lugar do grupo metil. Também pode ser considerada uma anfetamina substituída, com um grupo etil na cadeia principal da anfetamina.

## Uso recreativo
A etilanfetamina pode ser usada como droga recreativa e, embora seja menos prevalente que a anfetamina, ainda é encontrada como uma substância consumida para fins recreativos ou utilizada como agente de corte.
A etilanfetamina produz efeitos semelhantes aos da anfetamina e da metanfetamina, embora sua potência seja menor.  Em termos de equipotência, a etilanfetamina é subjetivamente menos euforigênica que a metanfetamina. 